# Jure Bogataj
Jure Bogataj, född 25 april 1985 i Kranj, är en slovensk backhoppare. Han representerar SK Triglav Kranj.

## Karriär
Jure Bogataj debuterade internationellt i kontinentalcupen på hemmaplan i normalbacken i Planica 16 februari 2002. Han blev nummer 51 av 55 startande. Bogataj hoppade i sin första världscuptävling 10 januari 2004 i Liberec i Tjeckien. Då blev han nummer 33.
Bogataj deltog junior-VM i Sollefteå i Sverige februari 2003. Där blev han nummer 14 i den individuella tävlingen (som vanns av Thomas Morgenstern från Österrike). I lagtävlingen var han med i slovenska laget som vann en silvermedalj, bara slagna av österrikiska laget med endast 0,4 poäng.
Jure Bogataj har tävlat 7 säsonger i kontinentalcupen. Som bäst hittills var säsongen 2007/2008 då Bogataj blev nummer 26 sammanlagt. Han har också tävlat 2 säsonger i världscupen och blev nummer 39 sammanlagt säsongen 2004/2005 som bäst.
Bogataj startade i Skid-VM 2005 i Oberstdorf i Tyskland. Där deltog han i alla grenar och blev nummer 40 (normalbacken) och 28 individuellt. I lagtävlingarna blev slovenska laget Primož Peterka, Jure Bogataj, Jernej Damjan och Rok Benkovič nummer 4 i stora backen, 8,9 poäng från prispallen. I lagtävlingen i normalbacken lyckades samma slovenska lag vinna en bronsmedalj, efter Österrike och Tyskland.